# Trachycarpidium brisbanicum
Trachycarpidium brisbanicum là một loài Rêu trong họ Pottiaceae. Loài này được (Müll. Hal.) I.G. Stone miêu tả khoa học đầu tiên năm 1975.